# Маэл Котайд мак Фогартайг
Маэл Котайд мак Фогартайг (др.‑ирл. Máel Cothaid mac Fogartaig; умер не ранее 818 года) — король Коннахта (упоминается в 818 году) из рода Уи Бриуйн.

## Биография
Маэл Котайд был одним из сыновей упоминавшегося в 789 году в ирландских анналах Фогартаха и внуком правителя Коннахта Катала мак Муйредайга. Он принадлежал к Сил Катайл, одной из частей септа Уи Бриуйн Ай. Владения семьи Маэл Котайда находились на территории современного графства Роскоммон.
Фогартах мак Катайл так и не смог овладеть престолом Коннахта. Однако во второй половине VIII века этим королевством правили два дяди Маэл Котайда мак Фогартайга, Дуб-Индрехт мак Катайл и Артгал мак Катайл, а также его двоюродный брат Кинаэд мак Артгайл. Имя Маэл Котайда отсутствует в списках коннахтских монархов (например, в «Лейнстерской книге»). Анналы также не наделяют его титулом правителя всего Коннахта. Однако современные историки предполагают, что Маэл Котайд мог некоторое время владеть престолом этого королевства после смерти в 815 году короля Муиргиуса мак Томмалтайга. В то же время, в королевских списках преемником Муиргиуса назван его брат Диармайт мак Томмалтайг. Возможно, что после смерти Муиргиуса в королевстве началась борьба за престол, основными действующими лицами которой были Маэл Котайд и Диармайт. Предполагается также, что эти два правителя могли совместно править Коннахтом, так как в исторических источниках они оба наделены титулом «король Уи Бриуйн».
Единственное упоминание о Маэл Котайде мак Фогартайге в ирландских анналах датировано 818 годом. В этом году войско Уи Бриуйн под командованием королей Маэл Котайда и Диармайта мак Томмалтайга нанесло в сражении при Форате (между реками Сак и Шаннон) поражение войску малого королевства Уи Мане. Сообщается, что на поле боя пал правитель Уи Мане Катал мак Мурхада.
О дальнейшей судьбе Маэл Котайда мак Фогартайга никаких сведений в исторических источниках не сохранилось. Следующим известным правителем Коннахта был Диармайт мак Томмалтайг. Сын Маэл Котайда, сокороль Мугрон, был последним представителем Сил Катайл на коннахтском престоле.